# Parc national Podilski Tovtry
Le parc national Podilski Tovtry  (en ukrainien : Подільські Товтри (національний парк)) est un  parc national de l'oblast de Khmelnytskyï situé à l'ouest de l'Ukraine.

## Histoire
Le 27 janvier 1996, le décret présidentiel consacre la réserve naturelle.

## Géographie
Le parc se trouve entre la Zbroutch, la Smotrytch et le Dniestr.

## Images

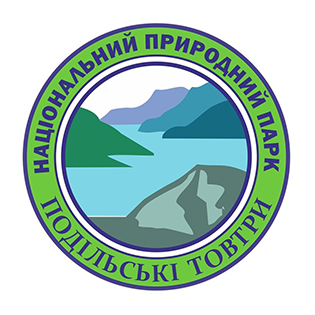
Son logo,
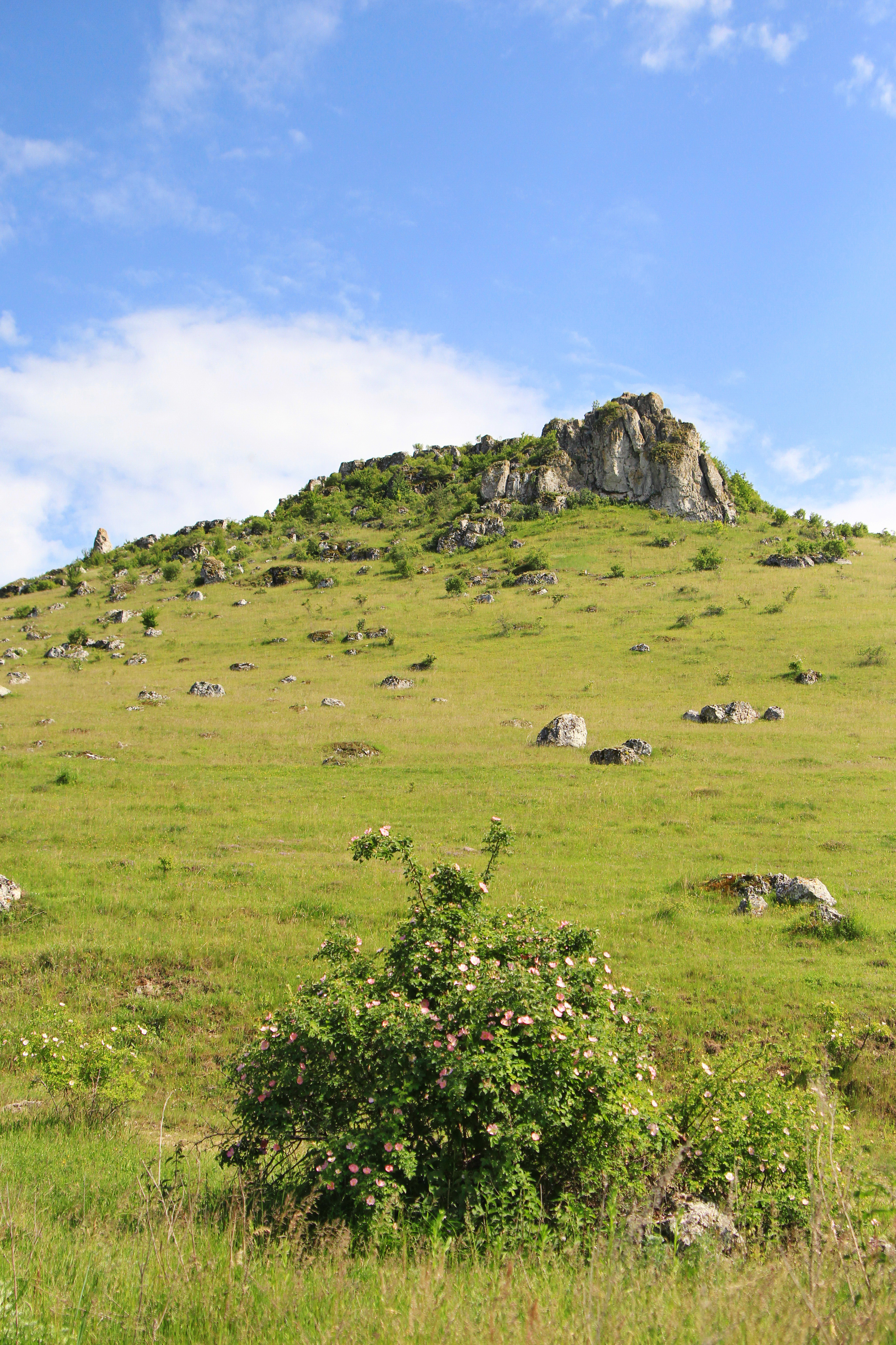
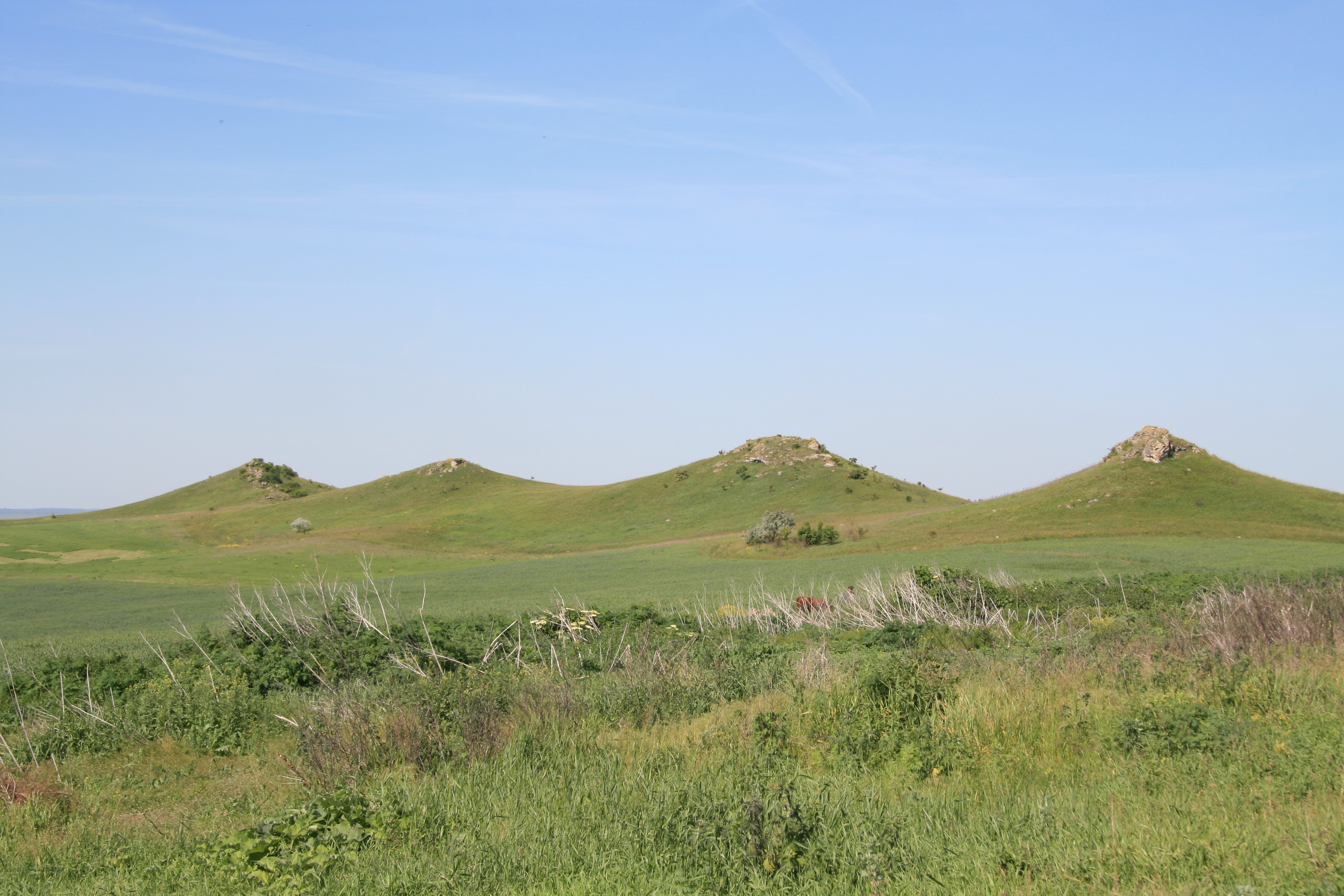
Tovtra Veberska, classée
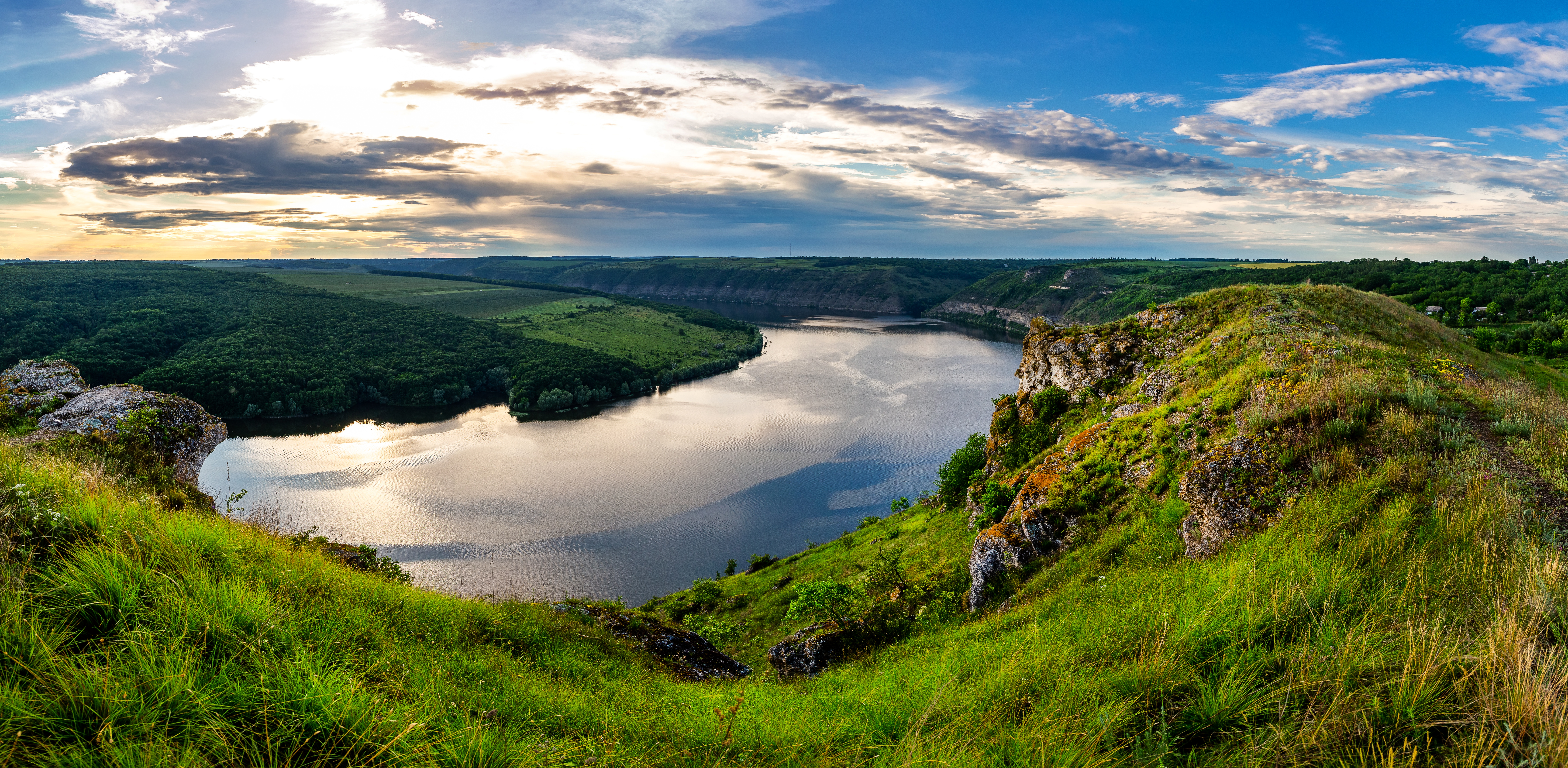
réserve Naddnistrianskyi, classée[2],
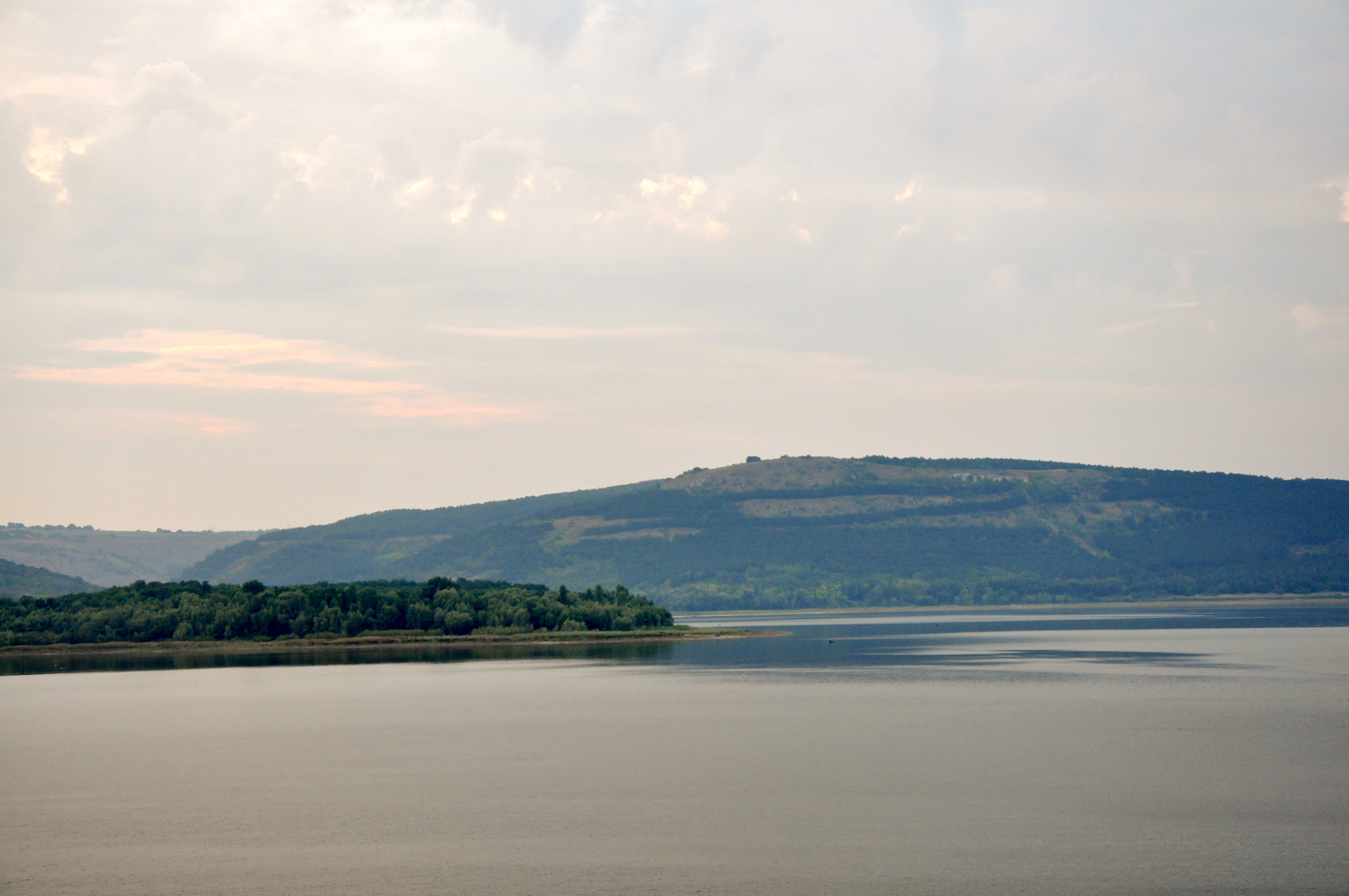
mont Teremets, classée[3].